# Hemichnoodes nigriceps
Hemichnoodes nigriceps är en skalbaggsart som beskrevs av Blanchard 1850. Hemichnoodes nigriceps ingår i släktet Hemichnoodes och familjen Cetoniidae. Inga underarter finns listade i Catalogue of Life.